# Wilson Bryan Key
Wilson Bryan Key (31 de janeiro de 1925 - 8 de outubro de 2008) foi um professor e escritor estadunidense, autor de vários livros sobre publicidade subliminar e mensagens subliminares.
Obteve seu doutorado em comunicação pela Universidade de Denver e lecionou jornalismo por um curto período de tempo na Universidade de Western Ontario.
Era um colega e amigo de Marshall McLuhan.
Bryan Key é autor de vários livros que sustentam a teoria sobre a existência de propaganda subliminar e da manipulação das massas. Suas teorias afirmam que as mensagens publicitárias estão repletas de mensagens ocultas com temas como sexo e morte, e que estas apelam para a psique humana manipulando e promovendo o consumismo. Tais teorias são controversas e, geralmente, pouco aceitas. Seus resultados e conclusões foram contestados, ver, por exemplo (Pratkanis 1992), (Moore 1992), (Boese 2006, p. 194).
Key morreu após complicações decorrentes de uma cirurgia. Ele está enterrado no Northern Nevada Veteran's Memorial Cemetery em Fernley, Nevada. Ele deixou a esposa e três filhas.
Em 1990 em Reno, Nevada, um processo judicial contra Judas Priest sobre mensagens subliminares e um pacto de suicídio entre dois jovens ganhou atenção internacional.  Key foi testemunha neste caso; no entanto, o caso foi arquivado contra o Judas Priest e sua gravadora, a CBS